# HERC5
La ubiquitina ligasa probable E3 (HERC5) es una enzima codificada en humanos por el gen herc5.
HERC5 es una proteína perteneciente a la familia HERC de ubiquitina ligasas y posee un dominio HECT y cinco repeticiones RCC1. Las citoquinas pro-inflamatorias promueven la expresión del gen herc5 en las células endoteliales. La proteína HERC5 se localiza en el citoplasma y en la región perinuclear y actúa como una ligasa E3 inducida por interferón que media en la ISGilación de proteínas diana. El gen herc5 reside en un cluster de genes de la familia HERC, en el cromosoma 4.

## Interacciones
La proteína HERC5 ha demostrado ser capaz de interaccionar con: 
- NME2[3]
- Ciclina E1[1]